# 师灵镇
师灵镇，是中华人民共和国河南省驻马店市西平县下辖的一个乡镇级行政单位。

## 行政区划
师灵镇下辖以下地区：
师灵村、杨环村、赵王村、王寨村、聂河村、苍王庙村、夏王村、油房张村、史庄村和北王村。